# Tokyo Police Club
Tokyo Police Club é uma banda de indie rock, vinda de Newmarket, Ontario, do Canadá. É formada pelo vocalista e baixista David Monks, pelo baterista Greg Alsop, pelo guitarrista Josh Hook e pelo tecladista Graham Wright.

## História
A banda foi formada no ano de 2005 apenas por diversão, porém, acabou ganhando atenção e tocou  em pequenas mostras na cidade de Toronto, no Canadá. Mais tarde, foi convidada para tocar no Montreal Pop Festival, um dos festivais de música mais populares do Canadá, e, logo após deste primeiro passo, eles assinaram com a Paper Bag Records.
Desde sua formação, a banda já apareceu em inúmeros festivais pelo mundo, incluindo o Coachella Music Festival, na California, no Lolapalooza em Chicago, no Bumbershoot em Seatle, no festival de Glastonbury e no Reading Festival, ambos na Inglaterra, além de festivais na Dinamarca e na Alemanha. Em 2006, os rapazes do Canadá haviam lançado seu primeiro EP -
A Lesson In Crime, que garantiu apenas a 194º posição na parada canadense.
Em 2008, a banda passou seis semanas em um tour com o Weezer, abrindo shows para os mesmos. Neste mesmo ano, eles lançaram seu primeiro álbum, Elephant Shell, tendo uma melhor posição na parada canadense (10º) e garantindo o 1º lugar no Billboard Top Heatseekers dos Estados Unidos.
Em 2010, foi lançado o Champ, seu segundo álbum de estúdio.
Em 2024 a banda anunciou sua separação, que acontecerá após um show de despedida em Toronto no dia 29 de novembro.

## No Brasil
Em novembro de 2007, o grupo se apresentou pela primeira vez no Brasil no Planeta Terra Festival, em São Paulo.

## Discografia

### LPs
- Elephant Shell (22 de Abril de 2008)
- Champ (8 de Junho de 2010)

### EPs
- A Lesson in Crime (18 sw Abril de 2006 (Reino Unido),12 de Fevereiro 2007)
- Smith EP (14 de Fevereiro 2007)

## Singles
| Ano  | Single                      | Álbum             |
| ---- | --------------------------- | ----------------- |
| 2006 | "Nature of the Experiment"  | A Lesson in Crime |
| 2007 | "Cheer It On"               | A Lesson in Crime |
| 2007 | "Citizens of Tomorrow"      | A Lesson in Crime |
| 2007 | "Your English is Good"      | Elephant Shell    |
| 2008 | "Tessellate"                | Elephant Shell    |
| 2008 | "In a Cave"                 | Elephant Shell    |
| 2008 | "Graves"                    | Elephant Shell    |
| 2010 | "Breakneck Speed"           | Champ             |
| 2010 | "Wait Up (Boots of Danger)" | Champ             |
| 2010 | ""Gone"                     | Champ             |